# Uppståndelsemonumentet

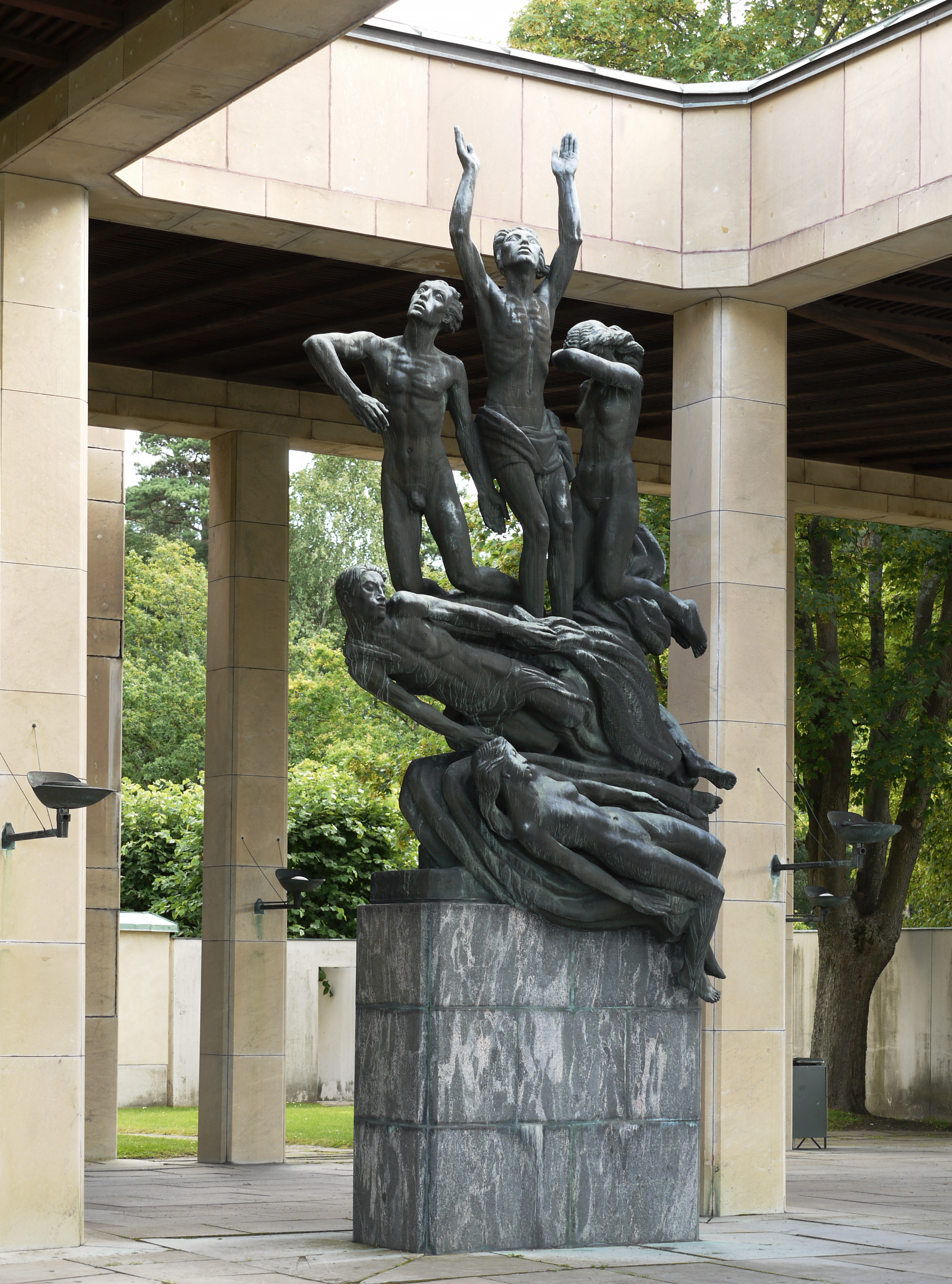
Uppståndelsemonumentet 2009

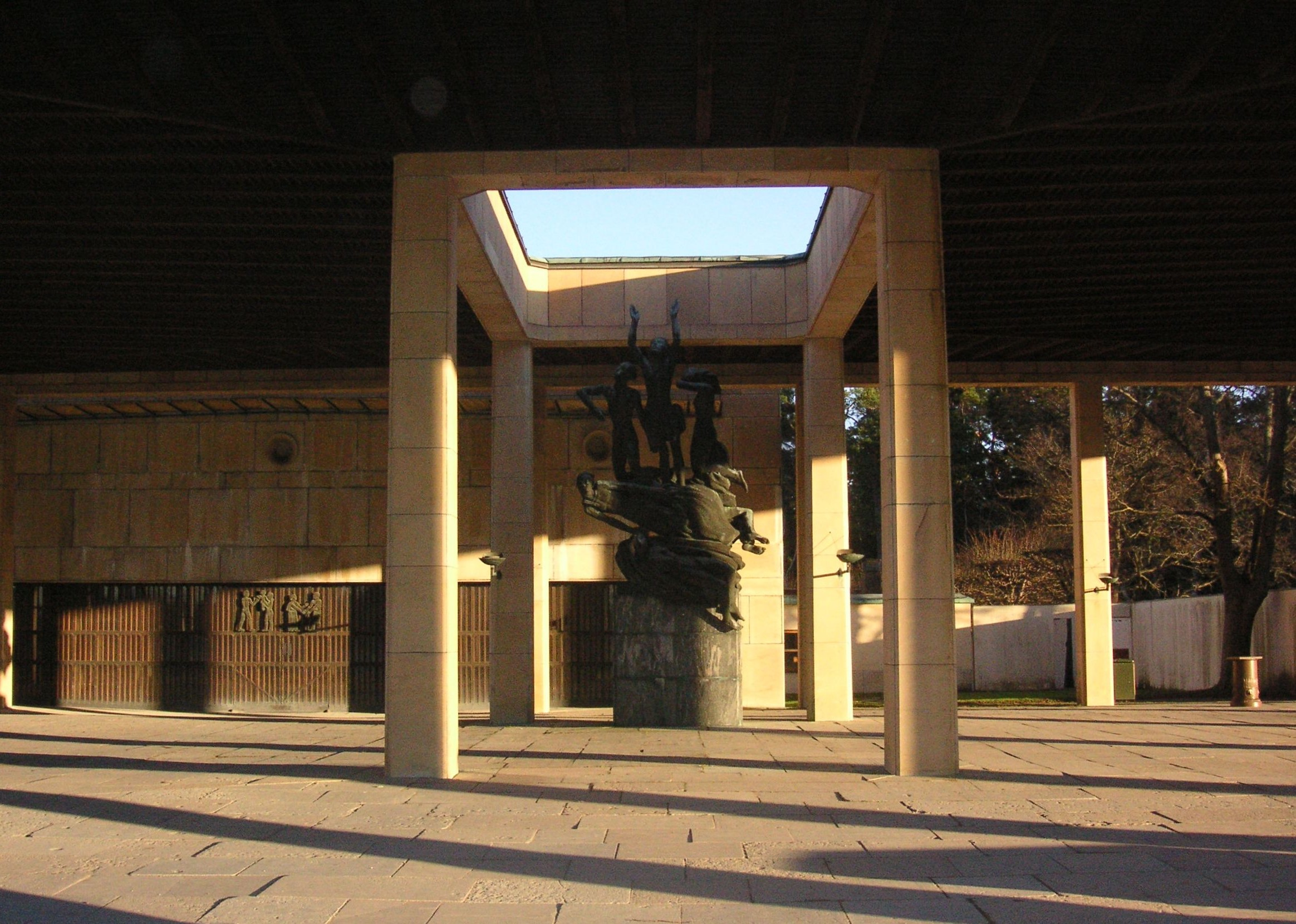
Monumentets placering i Monumenthallen

Uppståndelsemonumentet (även Uppståndelse eller Uppståndelsen) är en skulpturgrupp i brons utförd 1928-1941 av John Lundqvist. Monumentet är uppfört i mitten av Monumenthallen utanför Heliga korsets kapell vid Skogskrematoriet på Skogskyrkogården i Stockholm, skyddad som världsarv och riksintresse.
Monumentet innefattar skulpturer av sex individer, och motivet är kropparnas uppståndelse eller själarnas uppvaknande och rörelse mot ljuset. Verket har beskrivits som symbolmättat, typiskt för det svenska 1930-talet, med en religiös känsla, och stilistiskt en kombination av klassicism och expressionism.

## Historik
Lundqvist inspirerades av Albert Bartholomés monument Aux mortes vid kyrkogården Père-Lachaise i Paris. Han ställde ut en figurdetalj ur det planerade monumentet 1928 på Optimisternas salong i Liljevalchs konsthall. På Stockholmsutställningen 1930 visades en förstudie i gips i full skala som en del av Gravvårdsutställningen, och redan då planerades dess uppställning på Skogskyrkogården. På skisser från början av 1930-talet, kan man bland annat se skulpturen monterad på en obelisk nere vid huvudentrén. I sitt slutgiltiga förslag har Gunnar Asplund skapat en öppning i taket på förhallen och placerat skulpturen under den. Monumentet restes vintern 1940-1941, kort efter Skogskrematoriets invigning.
Studier i form av byster i brons på marmorsockel skapades även av enskilda figurer ur monumentet, och göts vid Otto Meyers konstgjuteri.